# Storbritanniens Grand Prix 2014
Storbritanniens Grand Prix 2014 (officielle navn: 2014 Formula 1 Santander British Grand Prix) var et Formel 1-løb som blev arrangeret 6. juli 2014 på Silverstone Circuit i Northamptonshire og Buckinghamshire, England. Det var det niende løb i 2014-sæsonen. Løbet blev vundet af Lewis Hamilton i Mercedes, med Valtteri Bottas i Williams på andenpladsen og Red Bulls Daniel Ricciardo på tredjepladsen.

## Resultater

### Kvalifikation
| Pos.               | Nr. | Kører              | Konstruktør          | Del 1    | Del 2     | Del 3    | Grid |
| ------------------ | --- | ------------------ | -------------------- | -------- | --------- | -------- | ---- |
| 1                  | 6   | Nico Rosberg       | Mercedes             | 1.40,380 | 1.35,179  | 1.35,766 | 1    |
| 2                  | 1   | Sebastian Vettel   | Red Bull-Renault     | 1.45,086 | 1.36,410  | 1.37,386 | 2    |
| 3                  | 22  | Jenson Button      | McLaren-Mercedes     | 1.44,425 | 1.36,579  | 1.38,200 | 3    |
| 4                  | 27  | Nico Hülkenberg    | Force India-Mercedes | 1.41,271 | 1.37,112  | 1.38,329 | 4    |
| 5                  | 20  | Kevin Magnussen    | McLaren-Mercedes     | 1.42,507 | 1.37,370  | 1.38,417 | 5    |
| 6                  | 44  | Lewis Hamilton     | Mercedes             | 1.41,058 | 1.34,870  | 1.39,232 | 6    |
| 7                  | 11  | Sergio Pérez       | Force India-Mercedes | 1.42,146 | 1.37,350  | 1.40,457 | 7    |
| 8                  | 3   | Daniel Ricciardo   | Red Bull-Renault     | 1.44,710 | 1.38,166  | 1.40,606 | 8    |
| 9                  | 26  | Daniil Kvjat       | Toro Rosso-Renault   | 1.41,032 | 1.36,813  | 1.40,707 | 9    |
| 10                 | 25  | Jean-Éric Vergne   | Toro Rosso-Renault   | 1.43,040 | 1.37,800  | 1.40,855 | 10   |
| 11                 | 8   | Romain Grosjean    | Lotus-Renault        | 1.43,121 | 1.38,496  |          | 11   |
| 12                 | 17  | Jules Bianchi      | Marussia-Ferrari     | 1.41,169 | 1.38,709  |          | 12   |
| 13                 | 4   | Max Chilton1       | Marussia-Ferrari     | 1.42,082 | 1.39,800  |          | 171  |
| 14                 | 21  | Esteban Gutiérrez2 | Sauber-Ferrari       | 1.43,285 | 1.40,912  |          | 192  |
| 15                 | 99  | Adrian Sutil       | Sauber-Ferrari       | 1.42,603 | ingen tid |          | 13   |
| 16                 | 77  | Valtteri Bottas    | Williams-Mercedes    | 1.45,318 |           |          | 14   |
| 17                 | 19  | Felipe Massa       | Williams-Mercedes    | 1.45,695 |           |          | 15   |
| 18                 | 14  | Fernando Alonso    | Ferrari              | 1.45,935 |           |          | 16   |
| 19                 | 7   | Kimi Räikkönen     | Ferrari              | 1.46,684 |           |          | 18   |
| EX3                | 13  | Pastor Maldonado3  | Lotus-Renault        | 1.43,892 | 1.44,018  |          | 203  |
| 107%-tid: 1.47,406 |     |                    |                      |          |           |          |      |
| 21                 | 9   | Marcus Ericsson4   | Caterham-Renault     | 1.49,421 |           |          | 214  |
| 22                 | 10  | Kamui Kobayashi4   | Caterham-Renault     | 1.49,625 |           |          | 224  |
| Kilde:             |     |                    |                      |          |           |          |      |

### Løbet
| Pos.   | Nr. | Kører              | Konstruktør          | Omgange | Tid/Udgået  | Startpos. | Point |
| ------ | --- | ------------------ | -------------------- | ------- | ----------- | --------- | ----- |
| 1      | 44  | Lewis Hamilton     | Mercedes             | 52      | 2.26.52,094 | 6         | 25    |
| 2      | 77  | Valtteri Bottas    | Williams-Mercedes    | 52      | +30,135     | 14        | 18    |
| 3      | 3   | Daniel Ricciardo   | Red Bull-Renault     | 52      | +46,495     | 8         | 15    |
| 4      | 22  | Jenson Button      | McLaren-Mercedes     | 52      | +47,390     | 3         | 12    |
| 5      | 1   | Sebastian Vettel   | Red Bull-Renault     | 52      | +53,864     | 2         | 10    |
| 6      | 14  | Fernando Alonso    | Ferrari              | 52      | +59,946     | 16        | 8     |
| 7      | 20  | Kevin Magnussen    | McLaren-Mercedes     | 52      | +1.02,563   | 5         | 6     |
| 8      | 27  | Nico Hülkenberg    | Force India-Mercedes | 52      | +1.28,692   | 4         | 4     |
| 9      | 26  | Daniil Kvjat       | Toro Rosso-Renault   | 52      | +1.29,340   | 9         | 2     |
| 10     | 25  | Jean-Éric Vergne   | Toro Rosso-Renault   | 51      | +1 omgang   | 10        | 1     |
| 11     | 11  | Sergio Pérez       | Force India-Mercedes | 51      | +1 omgang   | 7         |       |
| 12     | 8   | Romain Grosjean    | Lotus-Renault        | 51      | +1 omgang   | 11        |       |
| 13     | 99  | Adrian Sutil       | Sauber-Ferrari       | 51      | +1 omgang   | 13        |       |
| 14     | 17  | Jules Bianchi      | Marussia-Ferrari     | 51      | +1 omgang   | 12        |       |
| 15     | 10  | Kamui Kobayashi4   | Caterham-Renault     | 50      | +2 omgange  | 224       |       |
| 16     | 4   | Max Chilton1       | Marussia-Ferrari     | 50      | +2 omgange  | 171       |       |
| 17     | 13  | Pastor Maldonado   | Lotus-Renault        | 49      | +3 omgange  | 20        |       |
| Ret    | 6   | Nico Rosberg       | Mercedes             | 28      | Gearkasse   | 1         |       |
| Ret    | 9   | Marcus Ericsson4   | Caterham-Renault     | 11      | Hjulophæng  | 214       |       |
| Ret    | 21  | Esteban Gutiérrez2 | Sauber-Ferrari       | 9       | Kollision   | 192       |       |
| Ret    | 7   | Kimi Räikkönen     | Ferrari              | 0       | Kollision   | 18        |       |
| Ret    | 19  | Felipe Massa       | Williams-Mercedes    | 0       | Kollision   | 15        |       |
| Kilde: |     |                    |                      |         |             |           |       |

Noter til tabellerne:
- 1:  - Max Chilton fik en gridstraf på fem placeringer for at have foretaget en ikke-planlagt udskiftning af gearkasse før løbet.[4]
- 2:  - Esteban Gutiérrez fik en gridstraf på ti placeringer for en usikker udkørsel fra pit under forrige løb.[5]
- 3:  - Pastor Maldonado blev ekskluderet fra resultatlisten for at have brudt regelworket ved at han ikke havde nok brændstof til at returnere til pit, og han blev flyttet til bagerste plads på griden.[6]
- 4:  - Marcus Ericsson og Kamui Kobayashi formåede ikke at sætte en tid som var indenfor 107% af den hurtigste tid i Q1. De fik senere tilladelse af løbsledelsen til at starte alligevel.[4]

## Stillingen i mesterskaberne efter løbet
| Nr. | +/- | Kører             | Point |
| --- | --- | ----------------- | ----- |
| 1   |     | Nico Rosberg      | 165   |
| 2   |     | Lewis Hamilton    | 161   |
| 3   |     | Daniel Ricciardo  | 98    |
| 4   |     | Fernando Alonso   | 87    |
| 5   | 2   | Valtteri Bottas   | 73    |
| 6   | 1   | Sebastian Vettel  | 70    |
| 7   | 1   | Nico Hülkenberg   | 63    |
| 8   |     | Jenson Button     | 55    |
| 9   | 1   | Kevin Magnussen   | 35    |
| 10  | 1   | Felipe Massa      | 30    |
| 11  |     | Sergio Pérez      | 28    |
| 12  |     | Kimi Räikkönen    | 19    |
| 13  | 1   | Jean-Éric Vergne  | 9     |
| 14  | 1   | Romain Grosjean   | 8     |
| 15  |     | Daniil Kvjat      | 6     |
| 16  |     | Jules Bianchi     | 2     |
| 17  |     | Adrian Sutil      | 0     |
| 18  |     | Marcus Ericsson   | 0     |
| 19  |     | Pastor Maldonado  | 0     |
| 20  |     | Esteban Gutiérrez | 0     |
| 21  |     | Max Chilton       | 0     |
| 22  |     | Kamui Kobayashi   | 0     |

| Nr. | +/- | Konstruktør          | Point |
| --- | --- | -------------------- | ----- |
| 1   |     | Mercedes             | 326   |
| 2   |     | Red Bull-Renault     | 168   |
| 3   |     | Ferrari              | 106   |
| 4   | 1   | Williams-Mercedes    | 103   |
| 5   | 1   | Force India-Mercedes | 91    |
| 6   |     | McLaren-Mercedes     | 90    |
| 7   |     | Toro Rosso-Renault   | 15    |
| 8   |     | Lotus-Renault        | 8     |
| 9   |     | Marussia-Ferrari     | 2     |
| 10  |     | Sauber-Ferrari       | 0     |
| 11  |     | Caterham-Renault     | 0     |